# Stanislav Mečiar
Stanislav Mečiar (14. října 1963, Brandýs nad Labem, Československo) je český hokejový trenér a bývalý obránce.

## Ocenění a úspěchy
- 2004 1.ČHL - Nejproduktivnější obránce
- 2006 2.ČHL-sk.střed - Nejlepší střelec mezi obránci
- 2006 2.ČHL-sk.střed - Nejproduktivnější obránce
- 2006 Postup s týmem HC Rebel Havlíčkův Brod do 1.ČHL
- 2007 2.ČHL-sk.střed - Nejlepší střelec mezi obránci
- 2007 2.ČHL-sk.střed - Nejproduktivnější obránce

## Klubová statistika
| Sezóna        | Klub                       | Soutěž        |    | Základní část | Základní část | Základní část | Základní část | Základní část |   | Play off | Play off | Play off | Play off | Play off |
| Sezóna        | Klub                       | Soutěž        | Z  | G             | A             | B             | TM            | Z             | G | A        | B        | TM       |          |          |
| 1982-83       | ASD Dukla Jihlava B        | 1.ČSHL        | —  | —             | —             | —             | —             | —             | — | —        | —        | —        |          |          |
| 1983-84       | ASD Dukla Jihlava          | ČSHL          | 30 | 1             | 1             | 2             | 4             | —             | — | —        | —        | —        |          |          |
| 1984-85       | TJ Tesla Pardubice         | ČSHL          | 30 | 5             | 6             | 11            | 8             | —             | — | —        | —        | —        |          |          |
| 1985-86       | TJ Tesla Pardubice         | ČSHL          | 17 | 0             | —             | —             | —             | —             | — | —        | —        | —        |          |          |
| 1986-87       | TJ Tesla Pardubice         | ČSHL          | 33 | 6             | 3             | 9             | —             | 9             | 1 | 0        | 1        | —        |          |          |
| 1987-88       | TJ Tesla Pardubice         | ČSHL          | 44 | 7             | 8             | 15            | —             | —             | — | —        | —        | —        |          |          |
| 1988-89       | TJ Tesla Pardubice         | ČSHL          | 34 | 10            | 12            | 22            | 39            | 10            | 5 | 6        | 11       | —        |          |          |
| 1989-90       | TJ Tesla Pardubice         | ČSHL          | 41 | 11            | 5             | 16            | 16            | —             | — | —        | —        | —        |          |          |
| 1990-91       | TJ Tesla Pardubice         | ČSHL          | 46 | 8             | 10            | 18            | 54            | —             | — | —        | —        | —        |          |          |
| 1991-92       | HC Pardubice               | ČSHL          | 38 | 8             | 13            | 21            | —             | —             | — | —        | —        | —        |          |          |
| 1992-93       | Ässät Pori                 | SM-l          | 46 | 4             | 14            | 18            | 16            | 8             | 0 | 0        | 0        | 6        |          |          |
| 1993-94       | Ässät Pori                 | SM-l          | 36 | 4             | 9             | 13            | 22            | 5             | 0 | 2        | 2        | 0        |          |          |
| 1993-94       | HC Pardubice               | ČHL           | 0  | 0             | 0             | 0             | 0             | 5             | 0 | 1        | 1        | 4        |          |          |
| 1994-95       | Rögle BK                   | SEL           | 16 | 0             | 1             | 1             | 4             | —             | — | —        | —        | —        |          |          |
| 1994-95       | HC Pardubice               | ČHL           | 23 | 4             | 7             | 11            | 14            | —             | — | —        | —        | —        |          |          |
| 1995-96       | HC Pojišťovna IB Pardubice | ČHL           | 7  | 0             | 0             | 0             | 4             | —             | — | —        | —        | —        |          |          |
| 1995-96       | HC Železárny Třinec        | ČHL           | 26 | 2             | 7             | 9             | 4             | —             | — | —        | —        | —        |          |          |
| 1996-97       | BK Havlíčkův Brod          | 1.ČHL         | 46 | 7             | 11            | 18            | —             | —             | — | —        | —        | —        |          |          |
| 1998-99       | HK 36 Skalica              | SHL           | 42 | 4             | 5             | 9             | 28            | —             | — | —        | —        | —        |          |          |
| 1999-00       | EC Peiting                 | RL            | 51 | 25            | 38            | 63            | 40            | —             | — | —        | —        | —        |          |          |
| 2000-01       | EC Peiting                 | OL            | 46 | 26            | 19            | 45            | 38            | 5             | 1 | 3        | 4        | 0        |          |          |
| 2001-02       | EC Peiting                 | OL            | 53 | 20            | 27            | 47            | 26            | —             | — | —        | —        | —        |          |          |
| 2002-03       | Starbulls Rosenheim        | RL            | 31 | 8             | 23            | 31            | 4             | —             | — | —        | —        | —        |          |          |
| 2003-04       | HC VČE Hradec Králové      | 1.ČHL         | 39 | 6             | 18            | 24            | 22            | 3             | 1 | 0        | 1        | 0        |          |          |
| 2004-05       | HC VČE Hradec Králové      | 1.ČHL         | 50 | 9             | 16            | 25            | 34            | 3             | 0 | 0        | 0        | 0        |          |          |
| 2005-06       | HC Rebel Havlíčkův Brod    | 2.ČHL         | 34 | 14            | 13            | 27            | 20            | 9             | 0 | 2        | 2        | 16       |          |          |
| 2006-07       | HC Chrudim                 | 2.ČHL         | 44 | 12            | 16            | 28            | 30            | 9             | 0 | 0        | 0        | 27       |          |          |
| 2007-08       | HC Světlá nad Sázavou      | KHP           | —  | —             | —             | —             | —             | —             | — | —        | —        | —        |          |          |
| 2008-09       | HC Světlá nad Sázavou      | KHP           | 6  | 4             | 6             | 10            | 12            | 1             | 1 | 1        | 2        | 0        |          |          |
| Celkem v SM-l | Celkem v SM-l              | Celkem v SM-l | 82 | 8             | 23            | 31            | 38            | 13            | 0 | 2        | 2        | 6        |          |          |

## Reprezentace
| Rok                       | Tým                       | Soutěž                    | Z | G | A | B | TM |
| ------------------------- | ------------------------- | ------------------------- | - | - | - | - | -- |
| 1994                      | Česko                     | MS                        | 6 | 0 | 0 | 0 | 4  |
| Seniorská kariéra celkově | Seniorská kariéra celkově | Seniorská kariéra celkově | 6 | 0 | 0 | 0 | 4  |